# بوریس اونیشچنکو
بوریس اونیشچنکو (اوکراینی: Борис Григорьевич Онищенко؛ زادهٔ ۱۹ سپتامبر ۱۹۳۷) ورزشکار پنج‌گانه مدرن اهل اتحاد جماهیر شوروی سوسیالیستی بود.
وی در مسابقات کشوری و بین‌المللی در مجموع برندهٔ ۶ مدال طلا، ۴ مدال نقره، ۴ مدال برنز شده‌است.